# 科曼多尔群岛

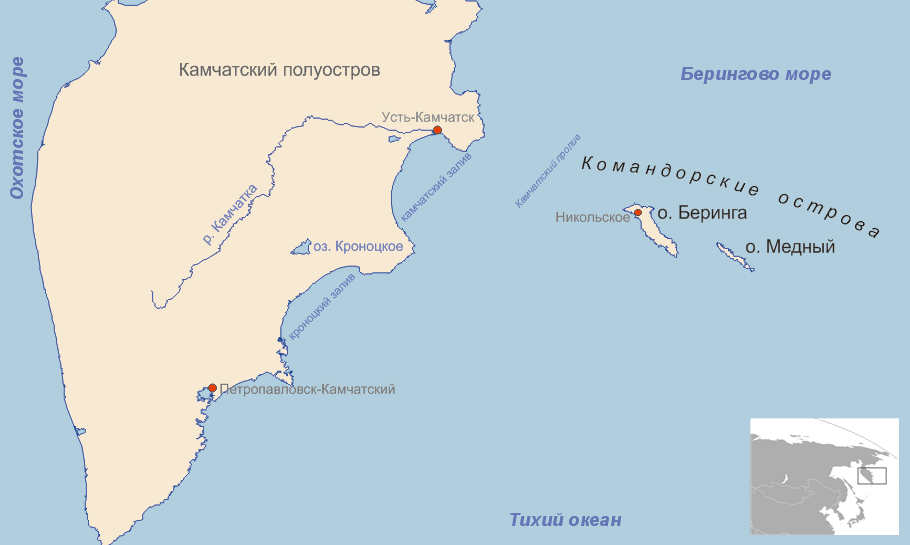
科曼多尔群岛位於堪察加半島東邊

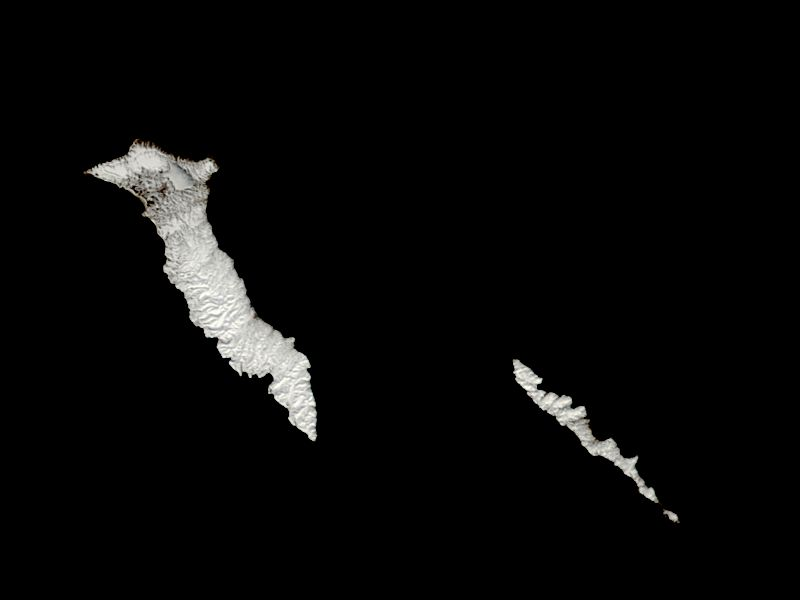
科曼多尔群岛衛星圖

55°N 167°E / 55°N 167°E
科曼多尔群岛（俄语：Командорские острова）是俄罗斯在太平洋沿岸的一个火山岛群，位于堪察加半岛以东200公里的太平洋北部白令海附近，组成部分包括白令岛、梅德内岛、托波尔科夫岛以及阿里岩礁，隸屬堪察加邊疆區阿留申區；该群岛总面积为1,848平方公里，最高点海拔达751米，和阿留申群島其他島鏈分隔超過300公里，是阿留申群島的最西端。

## 人文地理

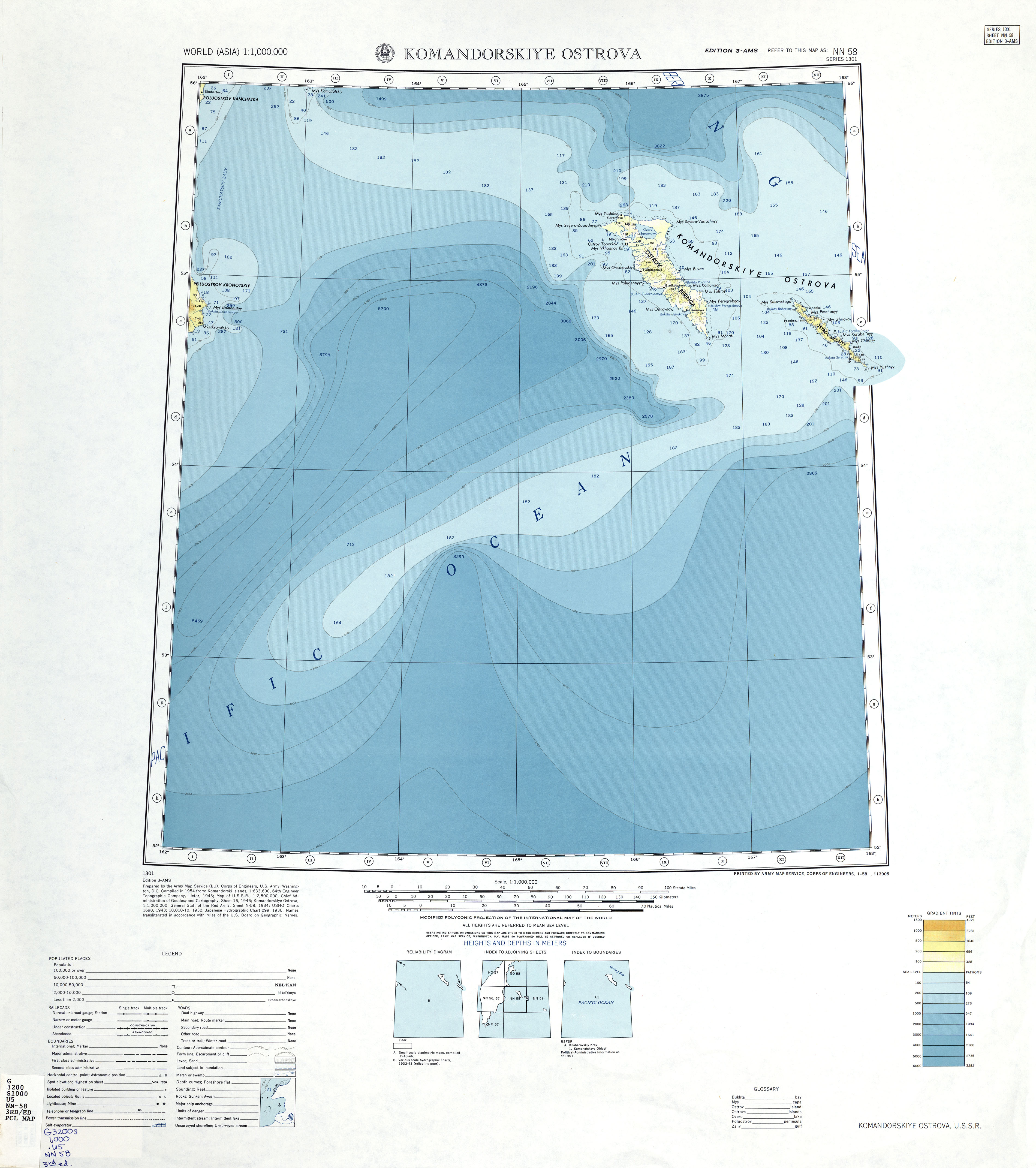
科曼多尔群岛詳細海圖

该地属于海洋性气候，岛上大部分地区为草甸和山地苔原，局部河谷区生长低矮的柳丛、花楸和桦树。沿岸有丰富的藻类、海狗、海狸及海獭等。白令岛及梅德内岛有居民，从事渔猎及养兽业。

## 历史
1741年，丹麦探险家白令率领的探险队到达此地。由于俄语本意为“队长”，而白令也曾担任探险队之队长，故该群岛因此而得名。1943年，美国海军与日本海军在该群岛水域相遇并引发激战，史称“科曼多尔群岛海战”。这也是二战中惟一一次在北极范围内极昼条件下进行的海战。